# Проминьский сельский совет (Криничанский район)
Проминьский сельский совет (укр. Промінська сільська рада; до 2016 года — Червонопроминьский сельский совет) — входит в состав Криничанского района Днепропетровской области Украины.
Административный центр сельского совета находится в с. Проминь.

## Населённые пункты совета
- с. Проминь
- с. Владимировка
- с. Грушевка
- с. Егоровка
- с. Оленовка